# دوري تونغا لكرة القدم 2009
دوري تونغا لكرة القدم 2009 هو موسم من دوري تونغا لكرة القدم. فاز فيه Marist Prems ‏.